# 上海市公积金管理中心
上海市公积金管理中心，为上海市人民政府非盈利性直属事业单位，相当于副局级建制。

## 历史沿革
上海市是中国最早建立住房公积金制度的城市，1991年5月，住房公积金制度在上海建成，上海市公积金管理中心也与同年成立。

## 主要职责
编制、执行住房公积金的归集、使用计划；负责记载职工住房公积金的缴存、提取、使用等情况；负责住房公积金的核算；审批住房公积金的提取、使用；负责住房公积金的保值和归还；编制住房公积金归集、使用计划执行情况的报告；承办市政府和市住房公积金管理委员会决定的其他事项。

## 内设机构
- 党委办公室(组织人事处)
- 综合秘书处
- 政策法规处
- 计划财务处
- 贷款管理处
- 归集管理处
- 纪检审计处
- 信息管理处
- 技术开发处
- 服务管理处（信访办公室）
- 网站管理办公室
- 执法监督处
- 项目管理处